# Норовин Алтанхујаг
Норовин Алтанхујаг (монг. Норовын Алтанхуяг; Увс, 20. јануар 1958) монголски је политичар и бивши премијер Монголије од 10. августа 2012. године до 21. новембра 2014. године. Од 2008. године председник је монголске Демократске странке.

## Биографија
Рођен је 1958. године у провинцији Увс, а средњу школу је завршио у Улангому 1976. године. Након тога је уписао студиј математике и физике на Националном универзитету Монголије. После тога је остао на Универзитету као предавач.
Након демократске револуције у Монголији 1990. године, Алтанхујаг је био један од предводника омладинског покрета и један од оснивача Демократског социјалистичког покрета. Учествовао је у оснивању Монголске социјалдемократске партије.
У периоду од 1990. године до 2006. године био је два пута биран за посланика у монголском Великом хуралу. Такође је био министар пољопривреде (1996-2000) и министар финансија (2004-2006).
Након парламентарних избора 2008. године дотадашњи председник Демократске странке, Цахијагин Елбегдорџ, дао је оставку због пораза странке на изборима, па је за новог председника странке изабран Алтанхујаг.
Од 10. августа 2012. године до 21. новембра 2014. године био је премијер Монголије.